# Cumulus fractus

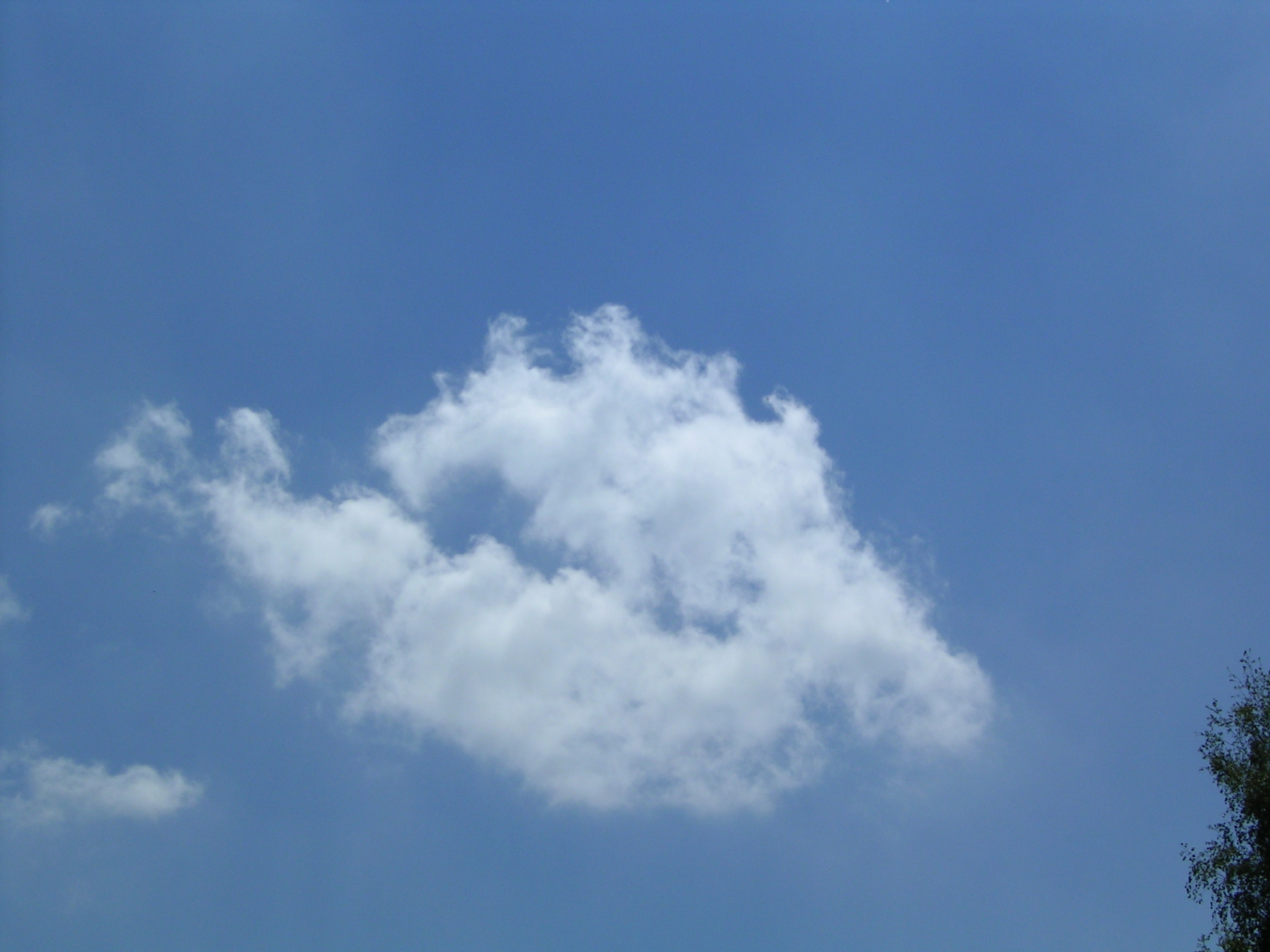
Cumulus fractus

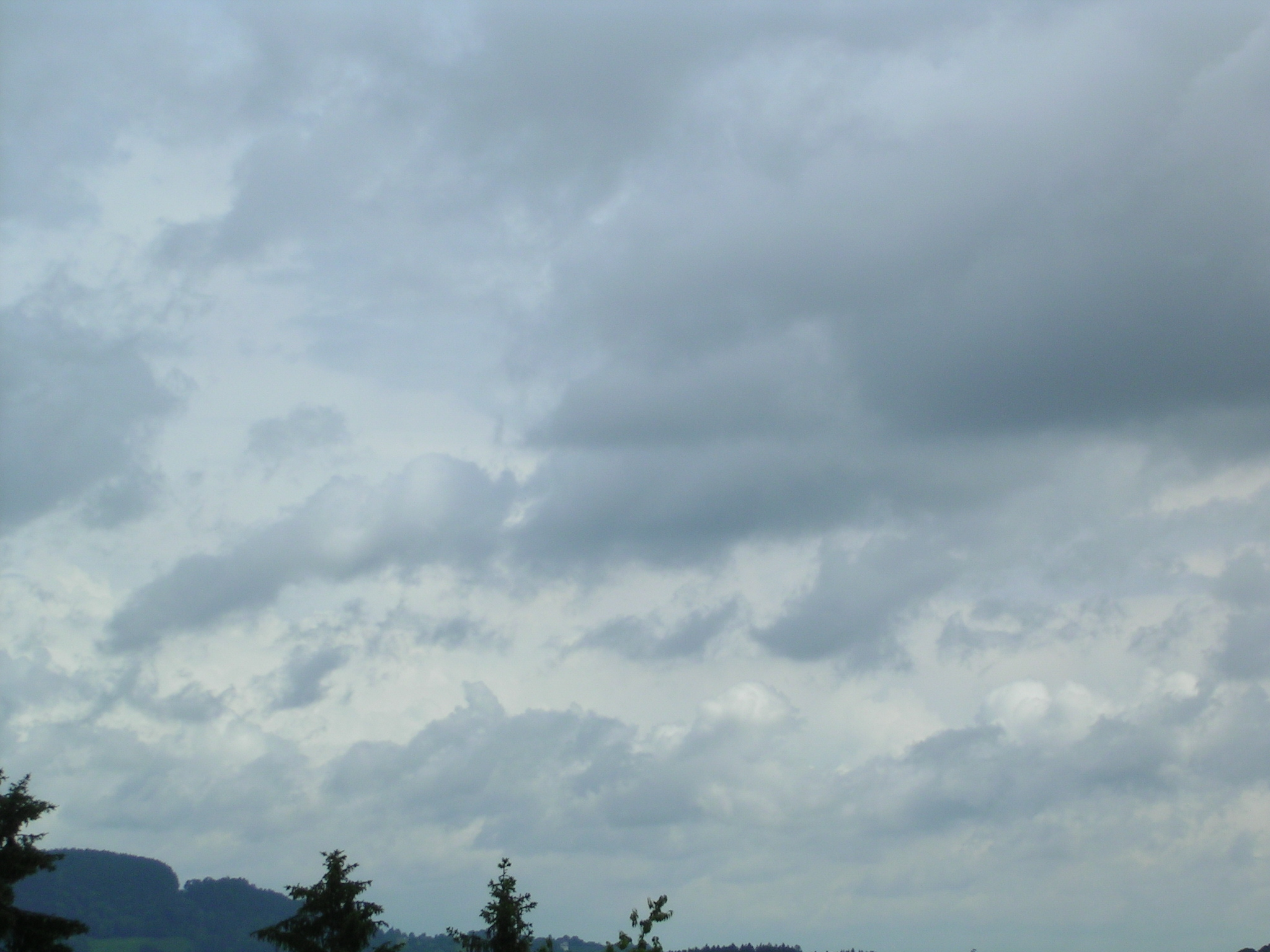
Cumulus fractus na tle chmur piętra średniego widziane w stronę Słońca

Cumulus fractus (Cu fra), czyli chmury kłębiaste postrzępione – gatunek chmur kłębiastych (Cumulus) charakteryzujący się postrzępionym, nieregularnym kształtem. W odróżnieniu od chmur warstwowych postrzępionych chmury kłębiaste postrzępione są na ogół bielsze, mniej przezroczyste i mogą posiadać zarysy tworzących się kopulastych wierzchołków. Występują na wysokości powyżej 0,5 km, natomiast strzępy chmur warstwowych mogą sięgać powierzchni Ziemi.
Cumulus fractus, gdy pojawiają się rano, są zwykle pierwszym etapem rozwoju chmur kłębiastych.
Jeżeli chmury kłębiaste strzępiaste (Cumulus fractus) występują pod podstawą obniżającej się chmury średniej warstwowej (Altostratus), to mogą zwiastować zbliżający się opad i nazywane są chmurami kłębiastymi złej pogody. Podobne chmury, lecz  występujące wraz z chmurami Stratus fractus u podstawy chmur warstwowych deszczowych (Nimbostratus) i czasem kłębiastych deszczowych (Cumulonimbus),  nazywane są pannus. Są to chmury towarzyszące, które występują w czasie opadu, bądź krótko przed i po opadzie z wymienionych chmur.
Symbol. Jeżeli wraz z Cumulus fractus występują chmury Cumulus mediocris, humilis lub Stratocumulus z podstawami na jednym poziomie, to  stosuje się symbol liczby klucza C{\displaystyle L} = 2: 